# Eupatorus
Eupatorus is een geslacht van kevers uit de familie Scarabaeidae. De wetenschappelijke naam is voor het eerst geldig gepubliceerd in 1847 door Hermann Burmeister.

## Soorten
- Eupatorus birmanicus Arrow, 1908
- Eupatorus gracilicornis Arrow, 1908
- Eupatorus hardwickei Hope, 1831
- Eupatorus koletta Voirin, 1978
- Eupatorus siamensis Laporte-Castelnau, 1867
- Eupatorus sukkiti Miyashita & Arnaud, 1996